# Кодерма (округ)
Кодерма (хинди कोडरमा जिला; англ. Koderma) или Кодарма — округ в индийском штате Джаркханд. Образован в 1994 году из части территории округа Хазарибагх. Административный центр — город Кодерма. Площадь округа — 1312 км². По данным всеиндийской переписи 2001 года население округа составляло 499 403 человека. Уровень грамотности взрослого населения составлял 52,2 %, что ниже среднеиндийского уровня (59,5 %). Доля городского населения составляла 17,4 %.